# Car Express

Mapa de la xarxa Car Express.

Car Express és la xarxa d'autobusos interurbans del País Basc del Nord. La xarxa es compon de vuit línies, que percorren la plupart de las provincias de Lapurdi, Baixa Navarra i Zuberoa. Es complimenta amb les xarxes Transports 64 (línies que connecten Iparralde con Bearn), XL'R (línies que connecten Iparralde con las Lanas) i la Rodalia de Baiona (línies de tren).
La xarxa va començar a prestar servei el 2 de setembre de 2019, quan l'Euskal Hirigune Elkargoa va assumir les línies de transport íntegrament dins Iparralde.
La xarxa opera sota la marca comercial Txik Txak, pertanyent a l'Euskal Hirigune Elkargoa, que agrupa a tots els mitjans de transport d'Iparralde.

## Història
L'any 2013, el consell departamental dels Pirineus Atlàntics posa en marxa una xarxa de transport en comú interurbà per al departament dels Pirineus Atlàntics. Es divideix en dos sectors: Bearn (tenint Pau com a punt central) i Iparralde (tenint Baiona com a punt central).
Amb la creació de l'Euskal Hirigune Elkargoa al gener 2017, tots els transports en comú del territori són llavors dirigits per aquesta administració, excepte les línies interurbanes (Transports 64), que queda dirigit pel departament. És al juliol 2019 quan la regió Nova Aquitània recupera les línies interurbanes departamentals, però decideix de donar a la nova comunitat d'aglomeració aquelles travessant intègrement el seu territori. És mentre que la nova imatge dels transports en comú a Iparralde, acompanyada de la creació d'una xarxa única, es forma.

## Xarxa
| Línia | Recorregut                                                 | Inauguració | Longitud (km) | Estacions | Última extensió |
| ----- | ---------------------------------------------------------- | ----------- | ------------- | --------- | --------------- |
|       | Baiona ↔ Sant Joan Lohitzune — Hendaia                     | 2019        | 36,8          | 38        | -               |
|       | Baigorri — Sant Joan de Peu de Port ↔ Donapaleu            | 2019        | 42,7          | 17        | -               |
|       | Baiona — Donapaleu ↔ Maule-Lextarre — Atharratze-Sorholüze | 2019        | 93,8          | 39        | -               |
|       | Baiona ↔ Urt — Samas                                       | 2019        | 38,6          | 23        | -               |
|       | Baiona ↔ la Bastida de Clarença / Donoztiri                | 2019        | 48,4          | 29        | -               |
|       | Baiona ↔ Kanbo — Ezpeleta                                  | 2019        | 26,9          | 22        | -               |
|       | Kanbo ↔ Hazparne — Iholdi                                  | 2019        | 39,8          | 17        | -               |
|       | Urepele ↔ Arrosa                                           | 2019        | 27,4          | 11        | -               |